# José Calvo Sotelo
José Calvo Sotelo (Tui, 6 maggio 1893 – Madrid, 13 luglio 1936) è stato un giurista e politico spagnolo.
Conservatore, fu Ministro delle finanze tra il 1925 e il 1930 durante la dittatura di Miguel Primo de Rivera. Leader dell'opposizione al Fronte Repubblicano che andò al potere nel 1936, fu assassinato pochi giorni prima dello scoppio della guerra civile spagnola.

## Biografia
Nacque a Tui, presso la città galiziana di Pontevedra. Studiò diritto ed economia all'università di Saragozza. Divenne segretario dell'Accademia di Scienze Etiche e Politiche dell'Ateneo Mercantil de Madrid e professore universitario presso l'Universidad Central. 

### Durante la Monarchia
Si iscrisse al Partido Liberal-Conservador di Antonio Maura di cui divenne segretario. Fu funzionario del Cuerpo de Abogados del Estado. Dal 1919 al 1920 fu Deputato alle Cortes Generales.
Nel 1921 fu nominato Governatore civile di Valencia e lo rimase fino all'anno successivo. Nel dicembre 1923 fu nominato Direttore generale della Administración Pública.
Uomo politico di idee monarchiche e conservatrici, di intensa fede cattolica, rappresentò gli ideali conservatori spagnoli e anti-marxisti. Successivamente divenne Ministro delle finanze nel governo presieduto da Miguel Primo de Rivera dal dicembre 1925 al 1930 tentò inutilmente di risollevare l'economia ancorando la Peseta spagnola all'oro. Nel febbraio 1930 fu chiamato alla presidenza del Banco Central, da cui si dimise in settembre.

### Nella Seconda repubblica
All'avvento della Seconda repubblica spagnola nel giugno 1931, nonostante fosse stato eletto deputato monarchico, preferì partire in volontario esilio per Parigi, incriminato dal nuovo governo con una nuova norma a carattere retroattivo per aver fatto parte del governo di Miguel Primo de Rivera e dichiarato decaduto nel 1932. Calvo Sotelo ritornò nel settembre 1933, perché eletto nel collegio del Tribunal de Garantías Constitucionales.
Rieletto deputato Cortes Generales nelle elezioni del dicembre 1933 in Renovación Española, con il successo dei conservatori della CEDA che divenne primo partito, ma che dovette allearsi con il Partido Radical, Calvo Sotelo fu dal 1934 alla guida del movimento politico Rinnovazione Spagnola al posto di Antonio Goicoechea. La Rivoluzione delle Asturie, di matrice anarco-socialista scoppiata il 5 ottobre 1934 e durata due settimane, e gli eccidi compiuti dagli insorti, confermarono in Calvo Sotelo la convinzione che solo l'esercito poteva essere garanzia di sicurezza dai moti rivoluzionari. 
Alle successive elezioni del 16 febbraio 1936 tutte le forze di destra si riunirono nel Fronte Nazionale Controrivoluzionario, ma le elezioni furono vinte dal Fronte popolare. L'insuccesso, all'interno del Fronte Nazionale del principale movimento, la Confederazione Spagnola delle Destre Autonome di Gil Robles che puntava alla vittoria, incoronò Calvo Sotelo come principale leader dell'opposizione.
Alle denunce in parlamento di Sotelo contro le violenze fatte dai miliziani comunisti il presidente del consiglio Santiago Casares Quiroga si lasciò sfuggire una minaccia nei confronti del leader della destra monarchica "La violenza contro il capo del partito monarchico non sarebbe un crimine". Sotelo rispose a Casares Quiroga:
(Calvo Sotelo il 16 giugno 1936)

#### L'omicidio
José del Castillo, responsabile dell'uccisione del falangista Andrés Saenz de Heredia, il quale nel frattempo era diventato un membro importante dell'organizzazione Unión Militar Republicana Antifascista, fu ucciso dai Falangisti il 12 luglio 1936. 
Quella stessa notte Sotelo fu rapito e ucciso per ritorsione da un gruppo di commilitoni della vittima. Il rapimento fu pianificato da Fernando Condés della Guardia Civil, noto per le sue idee di sinistra, nel 1934 era stato allontanato dall'esercito per complicità con i ribelli delle Asturie, ma poi recentemente reintegrato da Casares Quiroga.
Un camion degli "Asaltos" e una vettura uscirono dalla caserma Pontejos. La vettura si diresse verso la casa di José María Gil-Robles y Quiñones leader della Confederazione Spagnola delle Destre Autonome mentre il camion a casa di Calvo Sotelo in calle Velázquez. Sul camion erano presenti lo stesso Condés, Victoriano Cuenca che a Cuba era stato guardia del corpo del generale Gerardo Machado, due membri della gioventù social-comunista e alcuni "asaltos". Giunti a casa di Sotelo alle tre del mattino, lo svegliarono e lo invitarono a venire al comando della polizia. Sotelo godeva dell'immunità parlamentare. Non fu possibile verificare la legittimità della richiesta poiché gli asaltos avevano già provveduto a tagliare i fili del telefono. Sotelo si tranquillizzò quando Condés gli mostrò il tesserino della Guardia Civil, ma mantenendo comunque forti dubbi promise alla famiglia di farsi sentire al più presto aggiungendo «a meno che questi signori non mi facciano saltare le cervella». Partiti con il camion, dopo circa mezzo chilometro, Cuenca gli sparò due volte alla nuca poi scaricarono il corpo al cimitero dell'Est che fu identificato solo il giorno dopo. La macchina che era andata alla ricerca di Gil Robles non lo aveva trovato perché si era recato a Biarritz per il fine settimana.

### Conseguenze

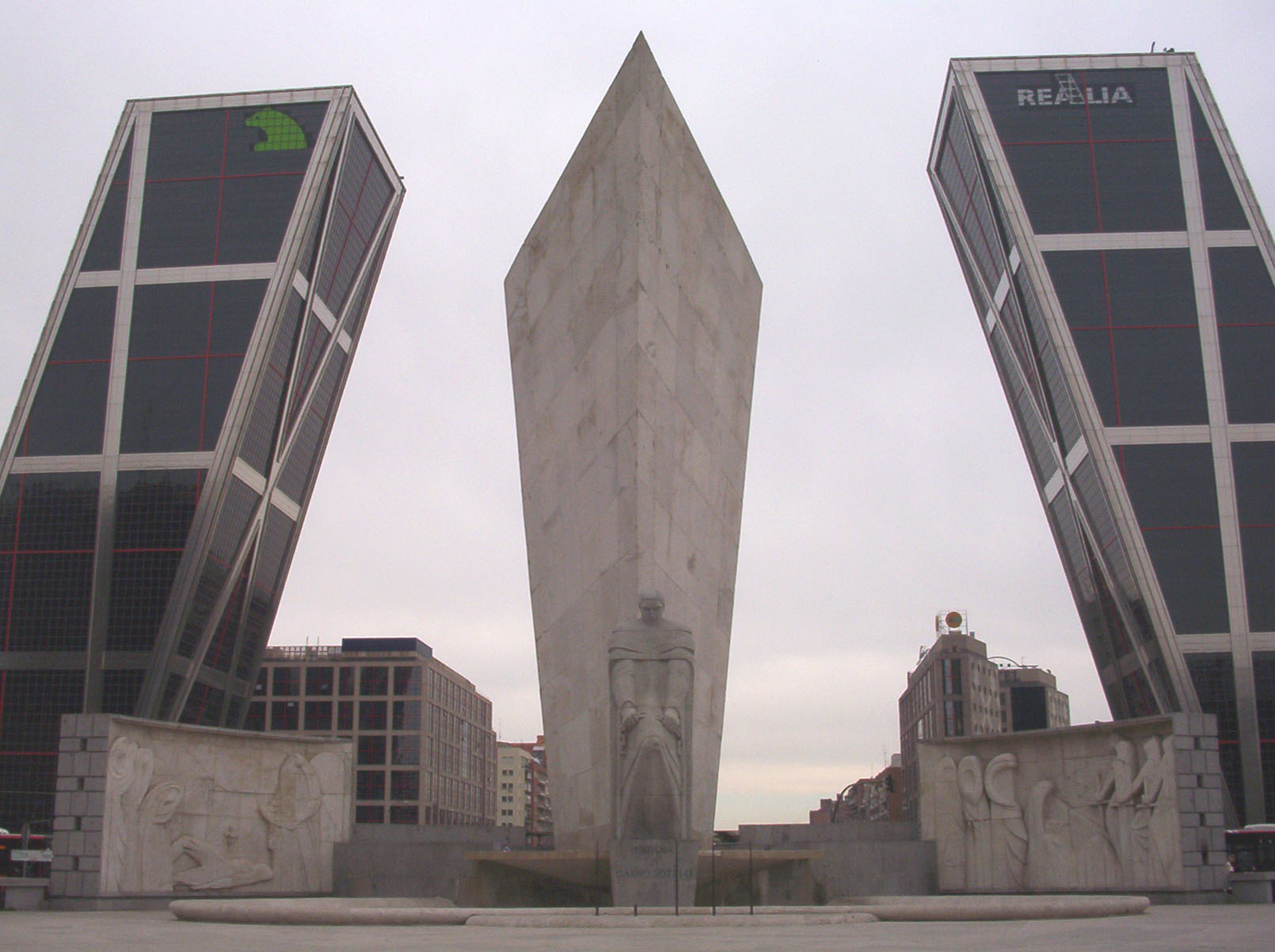
Il monumento a José Calvo Sotelo eretto a Madrid nel 1960

La notizia della sua morte si diffuse il 14 luglio e si ebbe la sensazione che il governo presieduto da Santiago Casares Quiroga non fosse in grado di controllare la propria polizia. Lo stesso giorno dell'omicidio alcuni degli Asaltos furono arrestati dalla polizia mentre Condés e Cuenca, coperti dal partito e dal corpo degli Asaltos, riuscirono a nascondersi. Nel frattempo il governo dispose la chiusura di tutte le sedi politiche madrilene della CEDA, dei carlisti e degli anarchici. L'UGT e il Partito Comunista di Spagna espressero solidarietà al Governo.
Indalecio Prieto si recò in delegazione, accompagnato da rappresentanti del partito socialista e comunista, da Quiroga reclamando armi, ma, avuta risposta negativa, i miliziani di sinistra consegnarono ai propri militanti tutte le armi che avevano nei propri arsenali. In occasione dei funerali di Castillo e di Sotelo, avvenuti lo stesso giorno nel medesimo cimitero, tra i due gruppi contrapposti ci fu uno scontro a fuoco.
Il 15 luglio 1936 ci fu l'ultima riunione in Parlamento, nella quale i deputati monarchici accusarono il governo repubblicano di aver portato il paese all'anarchia e José María Gil-Robles tenne una pubblica orazione in onore di Sotelo nel corso della quale elencò tutti gli atti di violenza avvenuti nel paese, accusandone il Governo, e ricordò che esponenti della maggioranza avevano minacciato lo stesso Sotelo concludendo «Il sangue di Calvo Sotelo sommergerà il governo». Poi quasi tutti i rappresentanti della destra abbandonarono Madrid per recarsi in città più sicure.
La data dell'insurrezione da parte dei militari fu inizialmente fissata per il 25 luglio anniversario del patrono di Spagna san Giacomo, nonostante molti, Emilio Mola innanzitutto, preferissero che fosse anticipata almeno al 12, onde prevenire un'analoga insurrezione della sinistra redicale data per certa. 
Ma a seguito dell'assassinio di Calvo Sotelo, i militari pressati dal crescente clima violento videro in questo ultimo evento il segnale che l'insurrezione non poteva essere procrastinata oltre e fissarono l'insurrezione per il 18 luglio. Ricevuta la parola d'ordine "Sin novedad" (nessuna novità) tutte le unità militari si sarebbero dovute sollevare contemporaneamente e occupare le città. L'armata d'Africa, dopo aver preso il controllo del Marocco spagnolo si sarebbe trasferta in Spagna, in Andalusia, dove si supponeva vi sarebbero state maggiori resistenze.
L'Alzamiento così scoppiò il 17 luglio 1936.

## Familiari
Suo nipote Leopoldo fu presidente del governo dal 1981 al 1982, negli anni della restaurazione della democrazia in Spagna.